# Zoo Aquarium de Madrid
El Zoo Aquarium de Madrid es un zoológico de Madrid (España) que se encuentra en la Casa de Campo, gran parque forestal de la ciudad de Madrid. El parque pertenece a Parques Reunidos.

## Historia

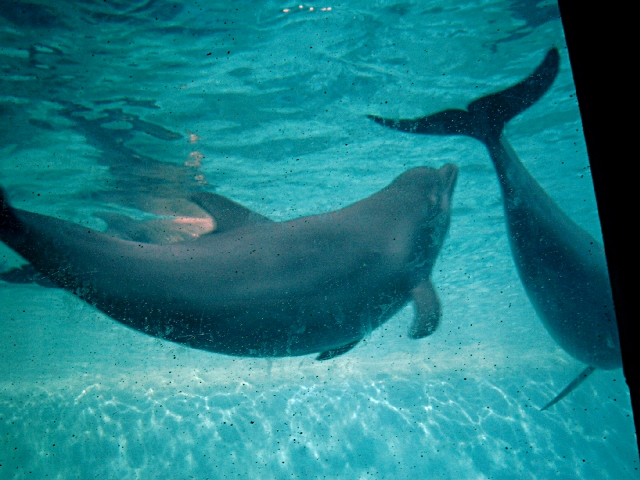
Delfines mulares en el delfinario del Zoo Aquarium de Madrid

Medusa luna

Espectáculo en el delfinario de Madrid

El primer zoológico de Madrid data del año 1770, la Casa de Fieras del Retiro fue fundada por Carlos III.
El promotor del actual Zoo de Madrid fue Antonio Lleó de la Viña, que construyó las instalaciones del zoo en la Casa de Campo. El proyecto inicial del Zoo de Madrid estuvo a cargo del arquitecto catalán Jordi Mir Valls, ganador del concurso convocado a tal efecto. El parque se inauguró en 1972 bajo el Gobierno de Franco, que realizó la inauguración oficial.
Quince años después, en 1987, se construyó el delfinario. Se inauguró con siete delfines mulares (Tursiops truncatus). También se construyó el pabellón Naturaleza Misteriosa donde se exhibe una colección de reptiles, anfibios e invertebrados. En 2016 se clausura el pabellón Naturaleza Misteriosa, 30 años después de su inauguración, por no cumplir con la nueva normativa de espacios públicos del Ayuntamiento de Madrid.
En 1995 se construyó en la parte suroeste del recinto el Aquarium, con forma de pirámide de cristal, mide 3000 m². 
En 1997, comenzaron las exhibiciones de vuelos de aves rapaces y exóticas en una zona próxima al delfinario. Ese mismo año los entonces propietarios (Banco Bilbao Vizcaya, los herederos de Lleó de la Viña y la sociedad Patriber), vendieron el negocio al Parque de Atracciones de Madrid (Parques Reunidos).
En 2002, la reina Sofía y el entonces alcalde de Madrid, José María Álvarez del Manzano, inauguraron las aulas de educación ambiental del Zoo Aquarium.
En 2003, se remodeló la instalación para leones marinos (Zalophus californianus) y pingüinos (Spheniscus demersus).
En 2006 se construyó el complejo de primates del sudeste asiático (orangutánes y gibones de manos blancas (Hylobates lar).
Desde septiembre del 2007 el zoológico tiene un nuevo complejo con pandas gigantes (Ailuropoda melanoleuca). Los dos primeros ejemplares fueron cedidos por el gobierno chino.

## Cría de animales
En el zoo de Madrid se crían un importante número de especies como el panda gigante, el gorila occidental de llanura, el oso hormiguero gigante, el elefante de sumatra, la foca gris, el orangután de Borneo, koalas, etc.[cita requerida]
En 2007/2008 participó en 30 programas EEP y 21 programas ESB coordinados por EAZA.

## Instalaciones y especies
El parque zoológico de Madrid cuenta con 1300 animales de más de 333 especies diferentes y participa activamente en 63 programas de conservación de especies en peligro de extinción como el rinoceronte blanco e indio, las nutrias gigantes del Amazonas o el lince ibérico, entre otros.
En 1987 se construyó el delfinario. Se inauguró en agosto del mismo año, importando los animales desde Marineland Cataluña.
El delfinario es una piscina de 36 metros de longitud por 10 de anchura y 5,20 de profundidad, con una capacidad de más de 2 millones de litros de agua y con dos piscinas secundarias para el cuidado y mantenimiento de los delfines que cuentan con 300 metros cúbicos de agua. La composición del agua se consigue a partir de agua dulce y tratada con sal.
En 1995 se construyó el acuario. Tiene 35 acuarios de exposición. Hay más de 200 especies, principalmente peces e invertebrados marinos.

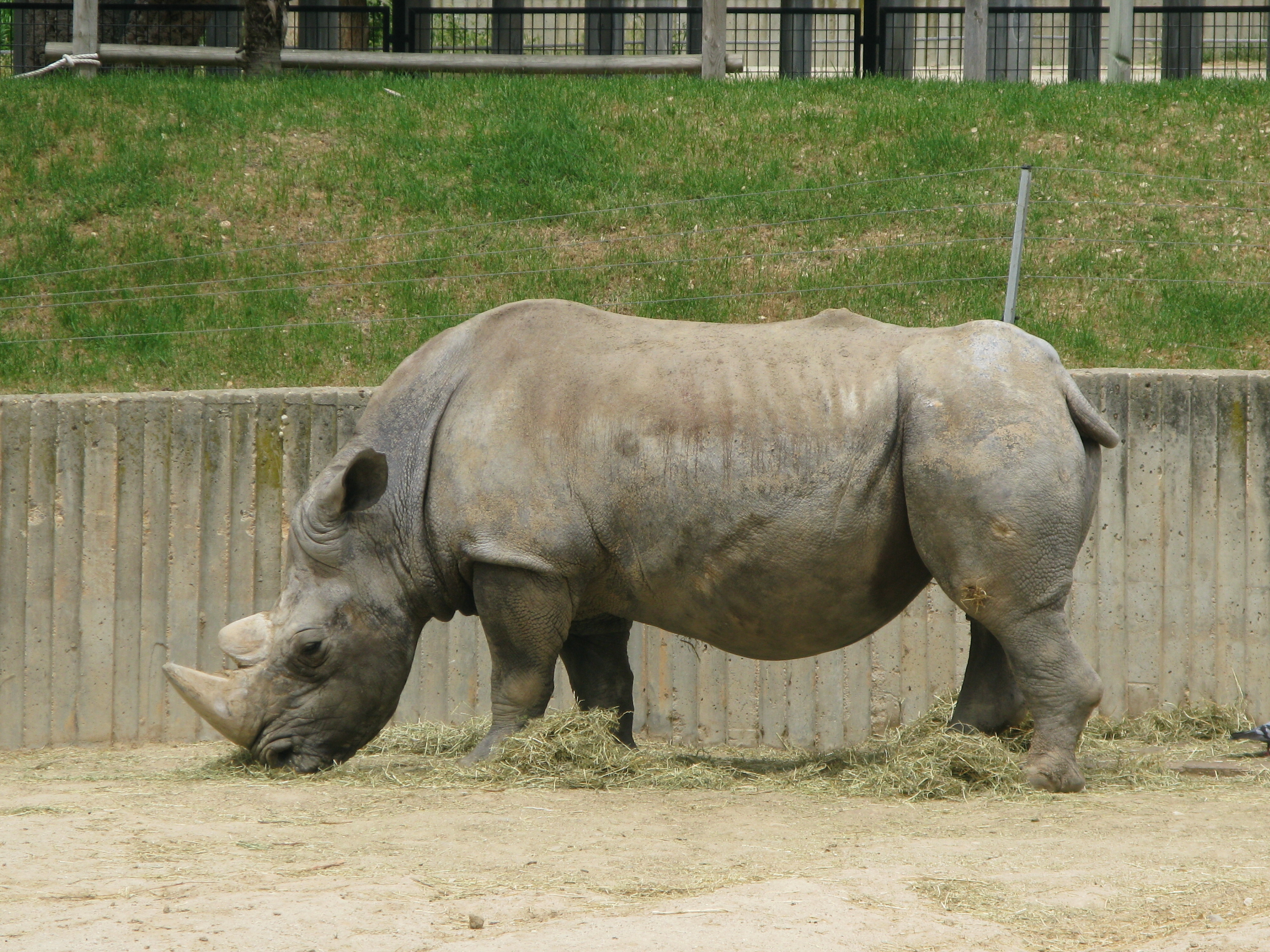
Rinoceronte blanco
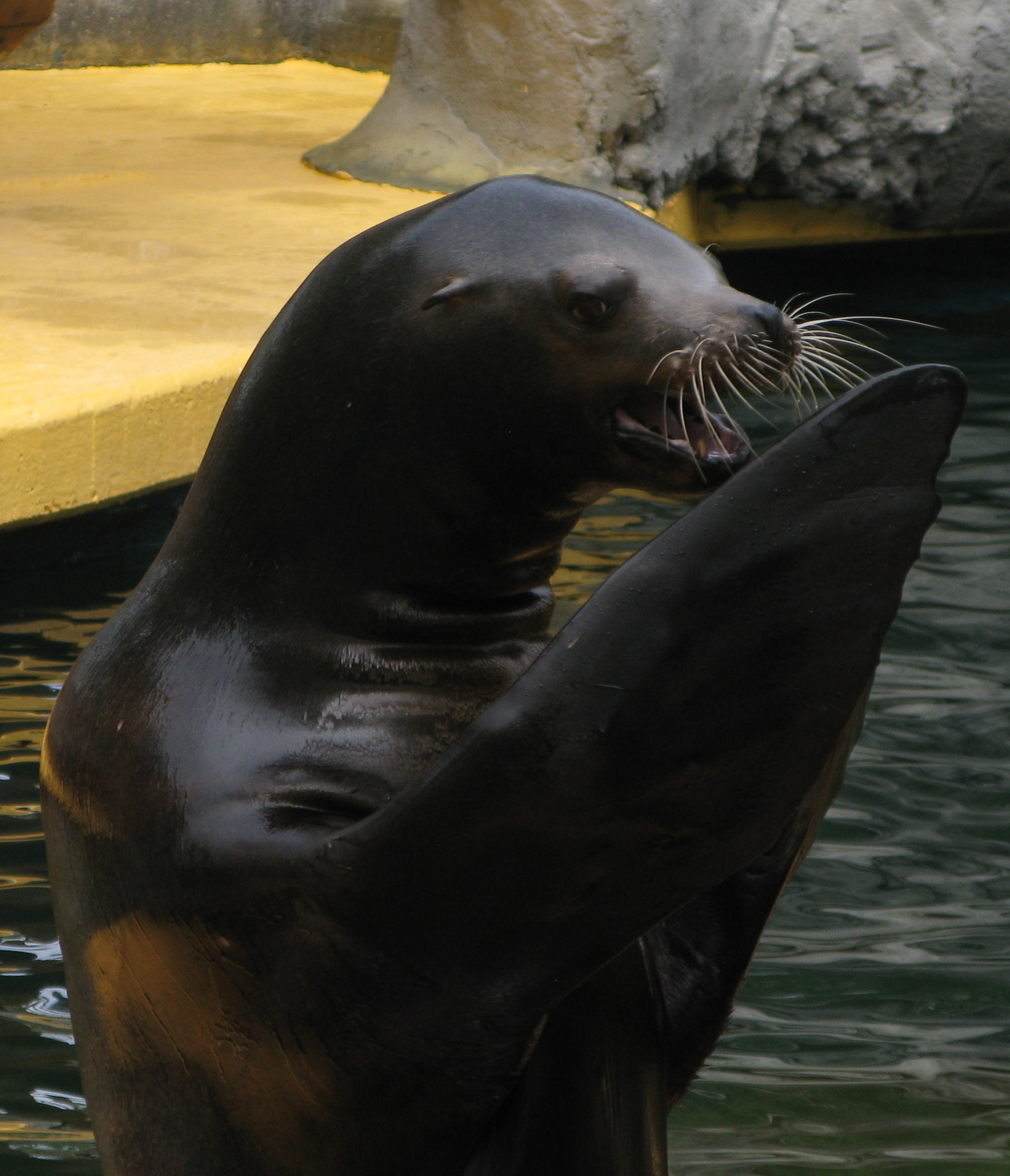
León marino de California
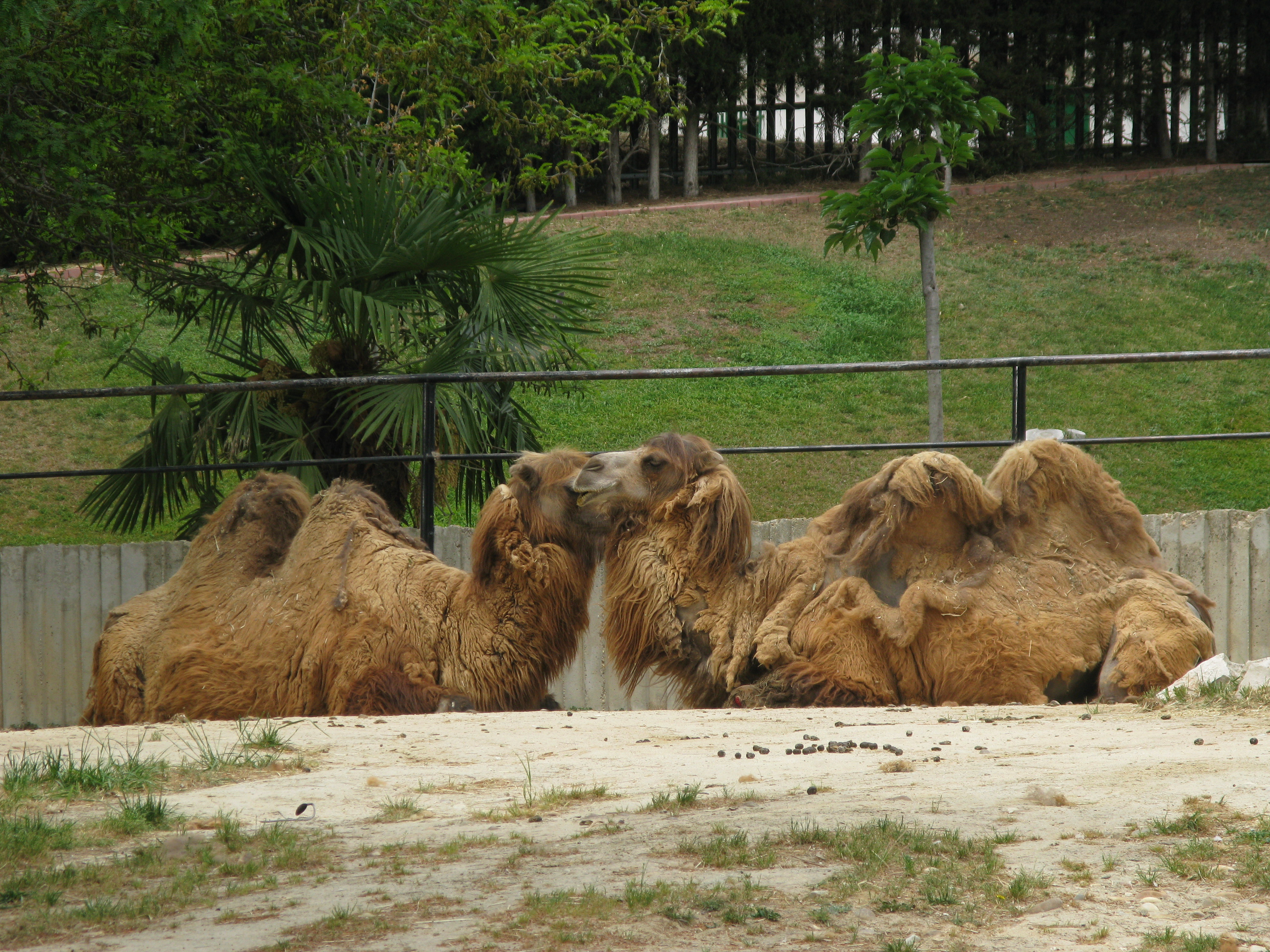
Camello bactriano

### Servicios
El parque cuenta con varios restaurantes, kioscos de comida y tiendas de recuerdos.